# Smelterville
Smelterville es una ciudad ubicada en el condado de Shoshone en el estado estadounidense de Idaho. En el Censo de 2010 tenía una población de 627 habitantes y una densidad poblacional de 780,92 personas por km².

## Geografía
Smelterville se encuentra ubicada en las coordenadas 47°32′33″N 116°10′39″O / 47.54250, -116.17750. Según la Oficina del Censo de los Estados Unidos, Smelterville tiene una superficie total de 0.8 km², de la cual 0.8 km² corresponden a tierra firme y (0%) 0 km² es agua.

## Demografía
Según el censo de 2010, había 627 personas residiendo en Smelterville. La densidad de población era de 780,92 hab./km². De los 627 habitantes, Smelterville estaba compuesto por el 95.37% blancos, el 0.48% eran afroamericanos, el 1.75% eran amerindios, el 0% eran asiáticos, el 0.16% eran isleños del Pacífico, el 0.64% eran de otras razas y el 1.59% pertenecían a dos o más razas. Del total de la población el 4.63% eran hispanos o latinos de cualquier raza.